# Elezioni parlamentari in Grecia del giugno 1989
Le elezioni parlamentari in Grecia del giugno 1989 si tennero il 18 giugno in concomitanza con le elezioni per il Parlamento Europeo.

## Risultati
| Liste                                                            | Voti      | %     | Seggi |
| ---------------------------------------------------------------- | --------- | ----- | ----- |
| Nuova Democrazia                                                 | 2 887 488 | 44,28 | 145   |
| Movimento Socialista Panellenico                                 | 2 551 518 | 39,13 | 125   |
| Coalizione della Sinistra e del Progresso                        | 855 944   | 13,13 | 28    |
| Rinnovamento Democratico                                         | 65 614    | 1,01  | 1     |
| Fiducia                                                          | 25 099    | 0,38  | 1     |
| Unione Politica Nazionale                                        | 21 149    | 0,32  | –     |
| Partito Comunista di Grecia dell'Interno - Sinistra Rinnovatrice | 18 159    | 0,28  | –     |
| Partito Socialista Ellenico per la Democrazia e lo Sviluppo      | 13 863    | 0,21  | –     |
| Democrazia Cristiana                                             | 11 450    | 0,18  | –     |
| Destino                                                          | 9 064     | 0,14  | –     |
| Partito dei Liberali                                             | 9 001     | 0,14  | –     |
| Movimento Ecologista Rinascita Politica                          | 8 182     | 0,13  | –     |
| Unione del Centro Democratico                                    | 7 770     | 0,12  | –     |
| Altri <0,10%                                                     | 36 910    | 0,57  | –     |
| Totale                                                           | 6 521 211 | 100   | 300   |